# オリンピックの難民選手団
近代オリンピックにおける難民選手団（なんみんせんしゅだん）とは、オリンピックにおいて、難民となっていて国や地域の代表として出場できない選手により結成される選手団である。
詳細は以下の各記事を参照。
- 2016年リオデジャネイロオリンピックの難民選手団
- 2020年東京オリンピックの難民選手団
- 2024年パリオリンピックの難民選手団

## メダル獲得数一覧

### 夏季オリンピック
| 大会名                | 金 | 銀 | 銅 | 計 |
| 2016 リオデジャネイロ | 0  | 0  | 0  | 0  |
| 2020 東京             | 0  | 0  | 0  | 0  |
| 2024 パリ             | 0  | 0  | 1  | 1  |
| 合計                  | 0  | 0  | 1  | 1  |